# Учитель (фільм)
«Учитель» (рос. «Учитель») — російський радянський художній фільм 1939 року.

## Зміст
Події відбуваються у 30-ті роки 20-го століття. Степан повернувся зі столиці в рідне село, щоб стати шкільним вчителем. Він стикається з нерозумінням свого батька і жителів села з приводу отриманої спеціальності. Адже, на їхню думку, міг би займатися чимось цікавішим. Та з часом його любов до викладацької діяльності і своїх вихованців приносить позитивні плоди і схвалення.